# Biarozawy Haj
Biarozawy Haj (biał. Бярозавы Гай, ros. Берёзовая Роща) – przystanek kolejowy w lasach pomiędzy miejscowościami Brześć i Muchawiec, w rejonie brzeskim, w obwodzie brzeskim, na Białorusi. Leży na linii Kijów – Chocisław – Brześć.